# Bactrocera kelaena
Bactrocera kelaena är en tvåvingeart som beskrevs av Drew 1989. Bactrocera kelaena ingår i släktet Bactrocera och familjen borrflugor. Inga underarter finns listade.